# Culver (Oregón)
Culver es una ciudad ubicada en el condado de Jefferson en el estado estadounidense de Oregón. En el año 2000 tenía una población de 802 habitantes y una densidad poblacional de 499.4 personas por km².

## Geografía
Culver se encuentra ubicada en las coordenadas 44°31′29″N 122°12′44″O / 44.52472, -122.21222.

## Demografía
Según la Oficina del Censo en 2000 los ingresos medios por hogar en la localidad eran de $31,667, y los ingresos medios por familia eran $34,063. Los hombres tenían unos ingresos medios de $30,278 frente a los $19,583 para las mujeres. La renta per cápita para la localidad era de $11,865. Alrededor del 18.4% de la población estaban por debajo del umbral de pobreza.